# Rijó Maruki
Rijó Maruki (丸木 利陽, Maruki Rijó; 1854–1923) byl prominentní japonský fotograf na konci období Meidži.

## Životopis

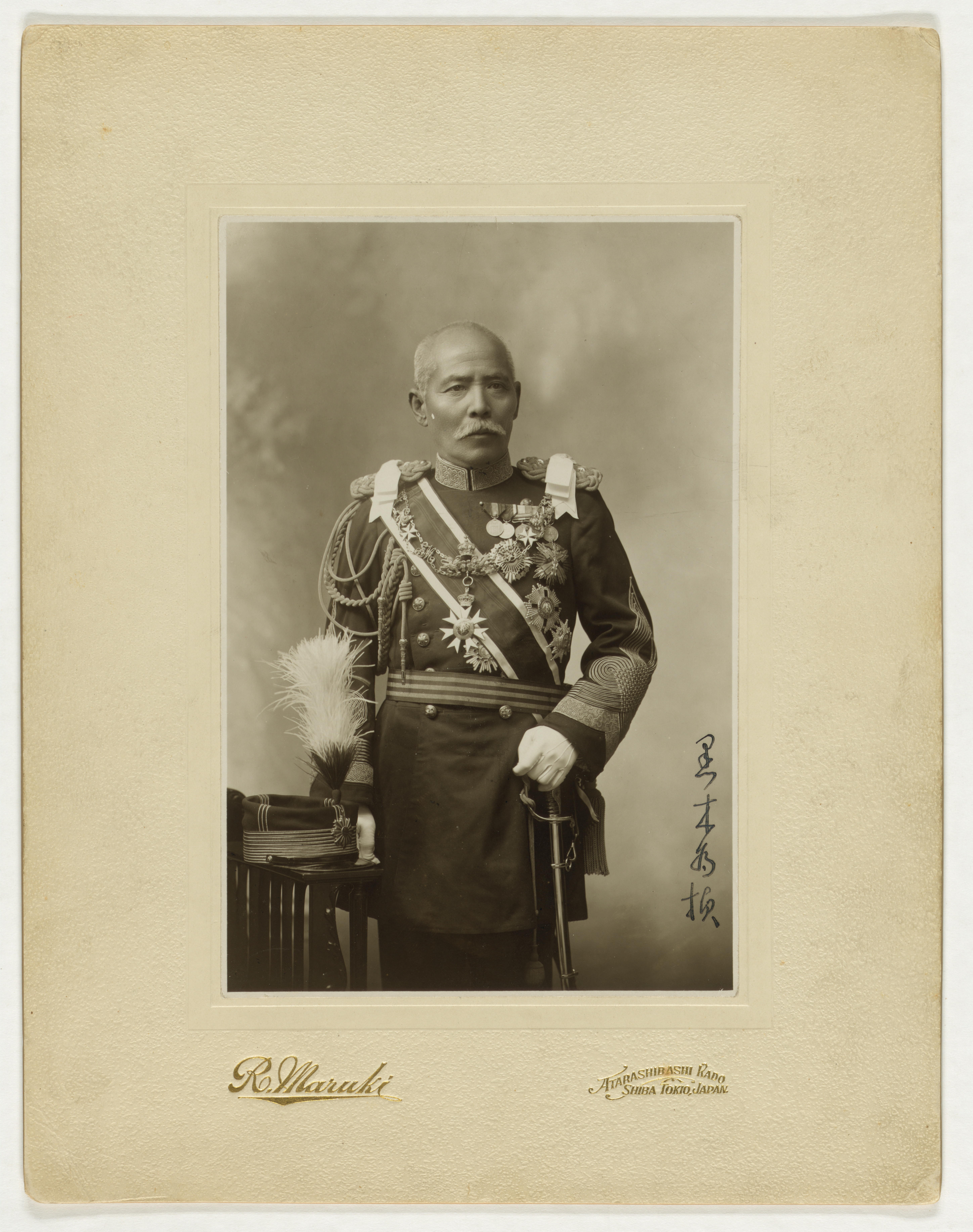
Maruki Rijó: obraz generála Kuroki Tamemota, velitel císařské japonské první armády během Rusko-japonské války. 1907. Poznámka: Jméno Maruki Rijó je vyraženo ve zlatě vlevo dole od původního kartonového rámu a vpravo dole viz Atarašibaši Kado, Šiba, Tokio, Japonsko.

V roce 1875 odešel do Tokia, kde studoval fotografii. V roce 1880 Maruki otevřel své první studio v tokijské čtvrti Učisaiwaičo a jeho podnikání pokračovalo až do počátku dvacátých let. 
V roce 1888 (nebo 1889) byl společně s fotografem Šiničim Suzukim I požádán o pomoc při výrobě nové oficiální fotografie císaře Meidžiho a jeho manželky císařovny Šoken, protože tehdy používaná oficiální fotografie byla již deset let stará. Následně pořídil přes 20,000 kopií této fotografie.

## Galerie

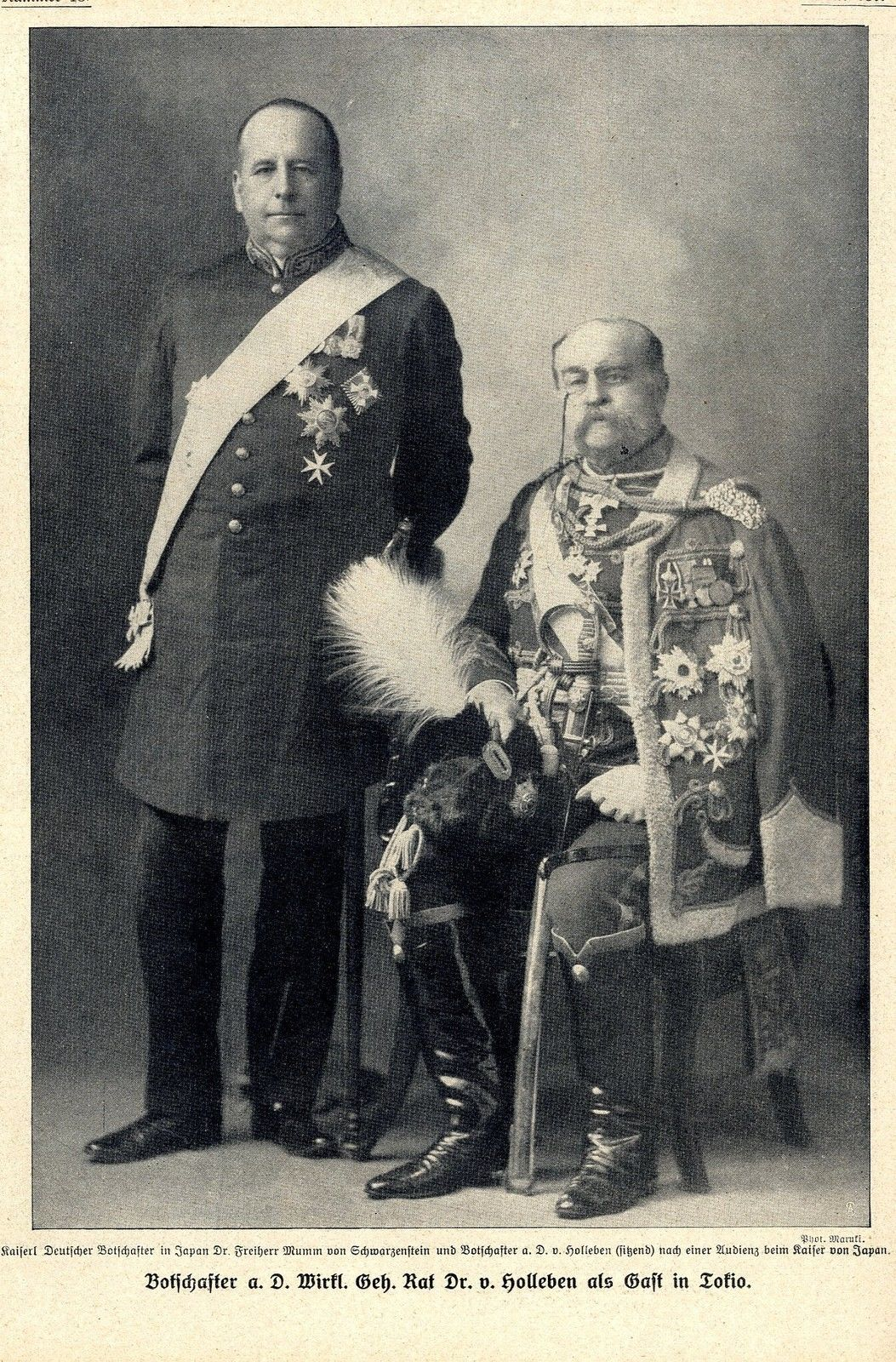
Baron Dr. Mumm von Schwarzenstein a velvyslanec D. von Holleben (1910)
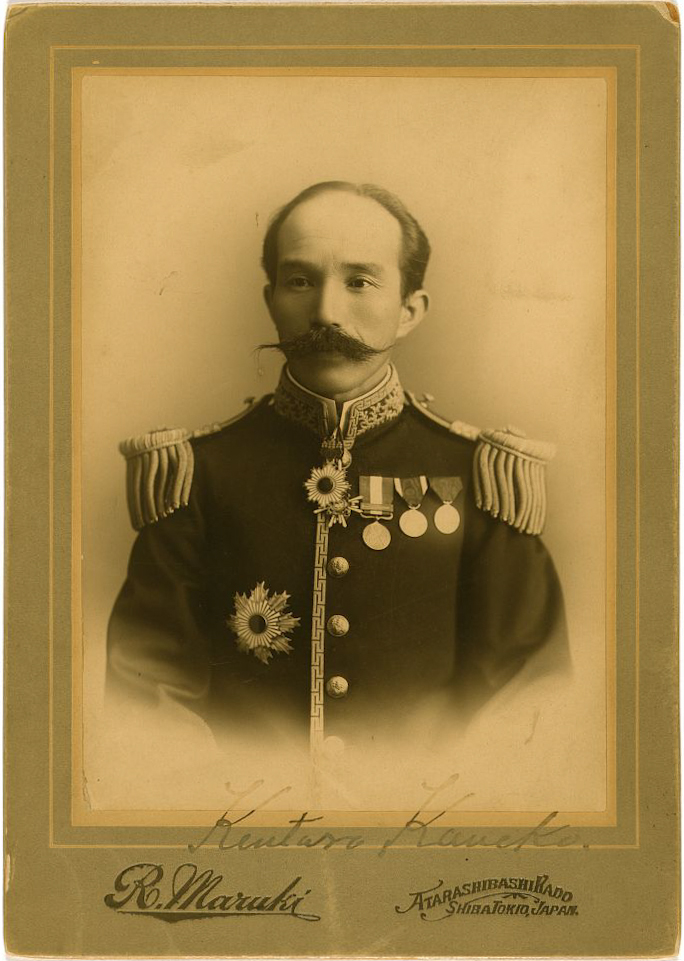
Kaneko Kentaró (asi 1905)
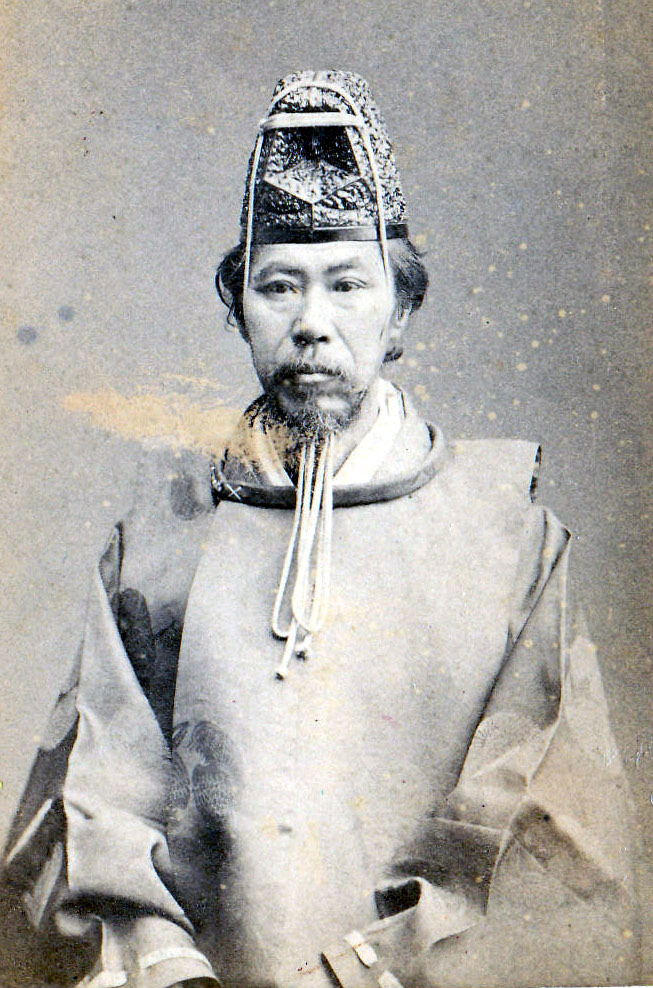
Makoto Kondo (1831–1886)
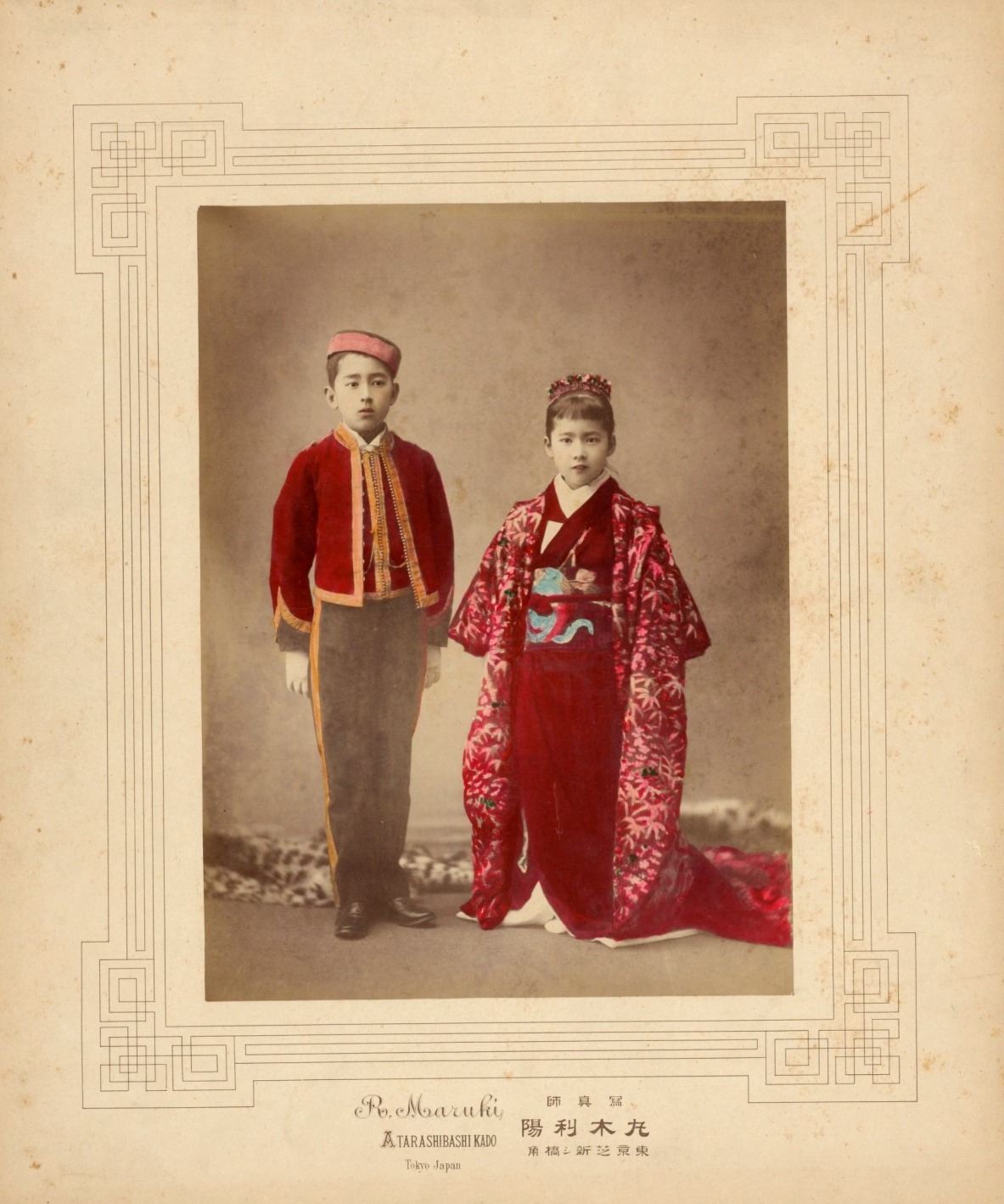
Fotografie dětí s logem a označením ateliéru v japonštině a angličtině
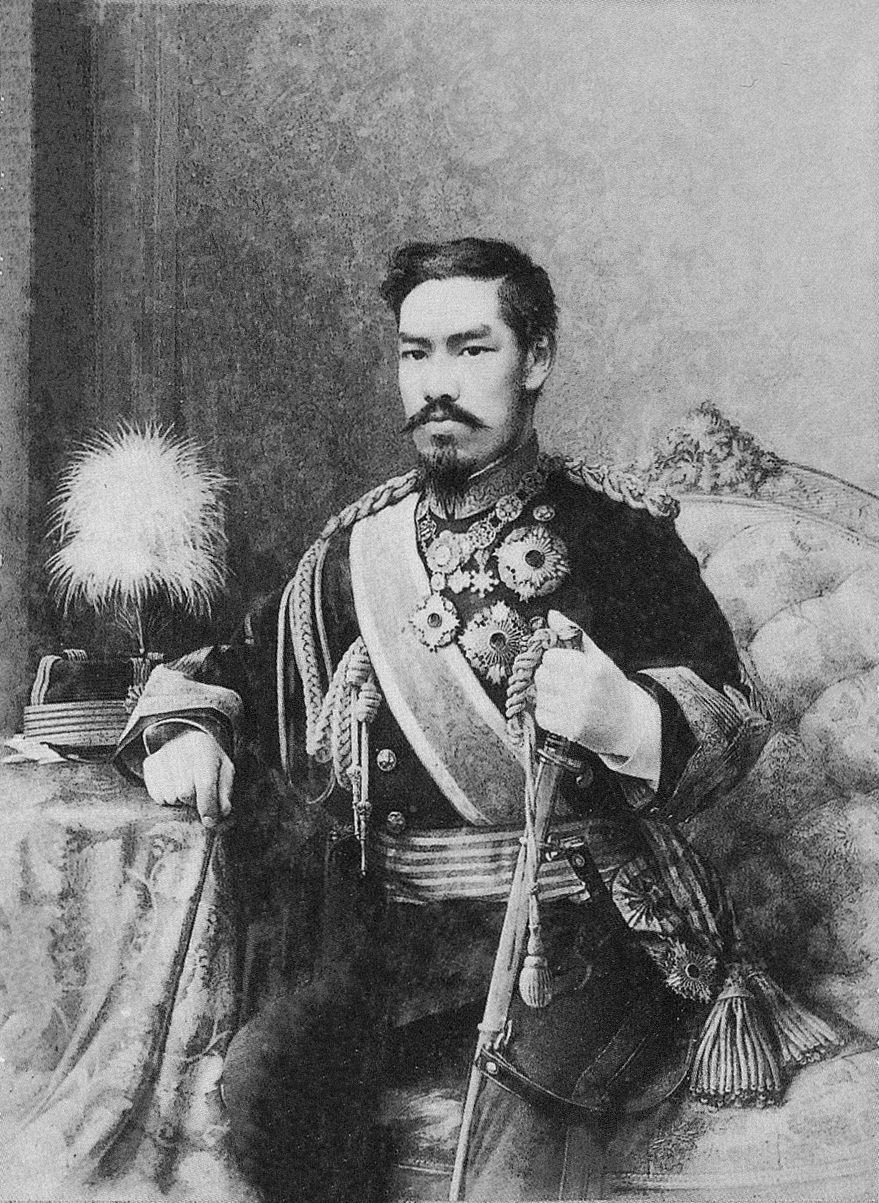
Meiji Tenno
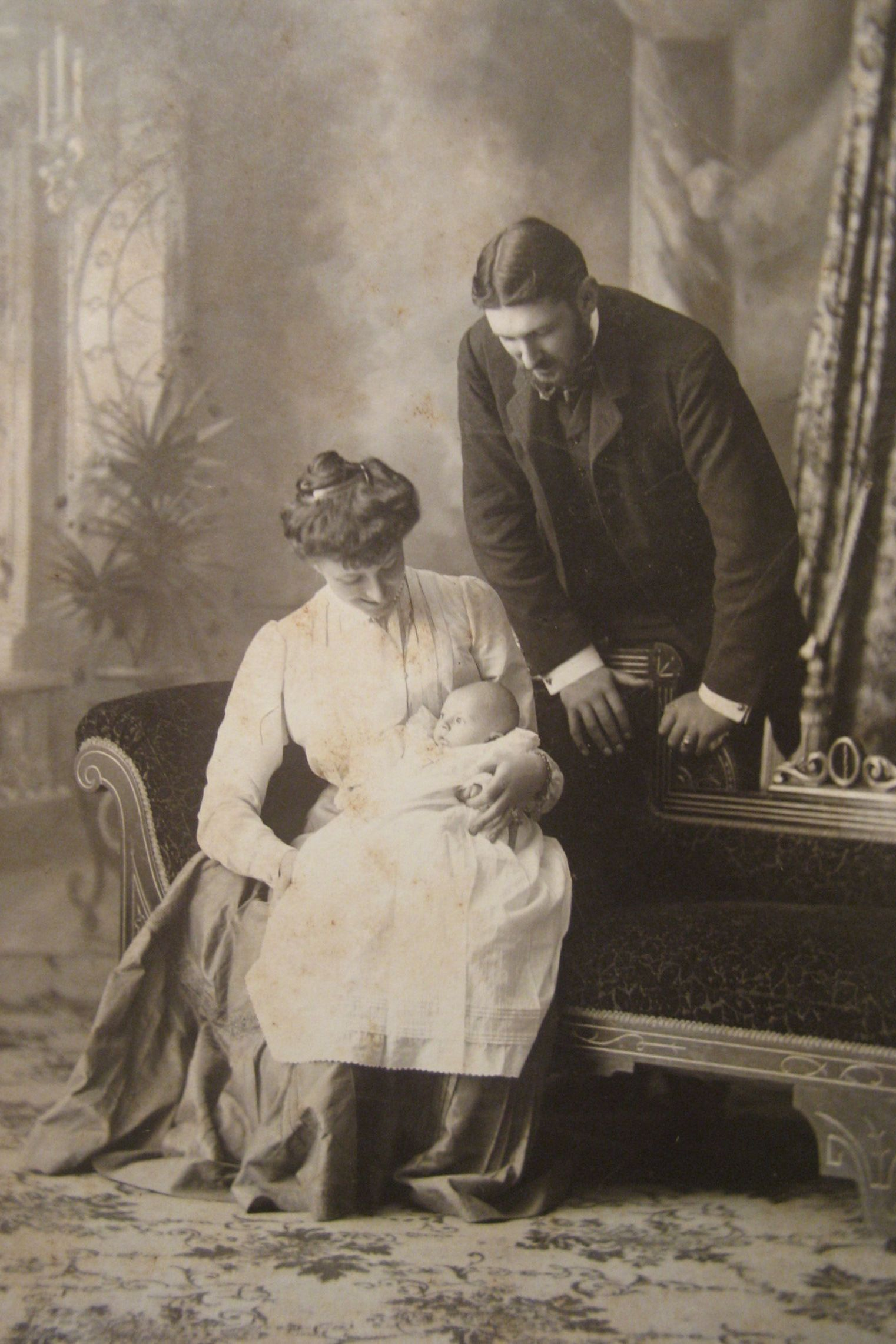
Mr & Mrs Philippe de Vilmorin
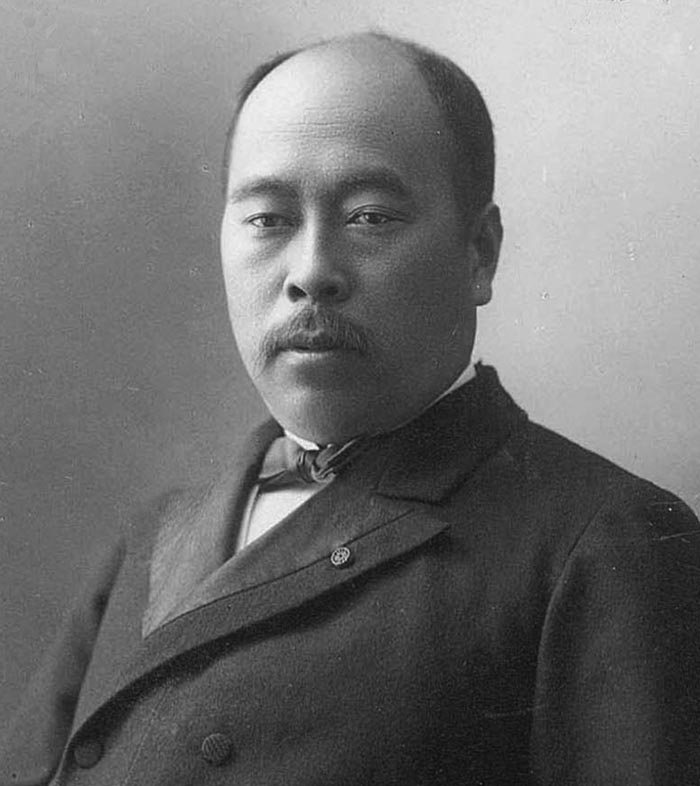
Takaki Kanahiro (1904)